# 尼卡高原

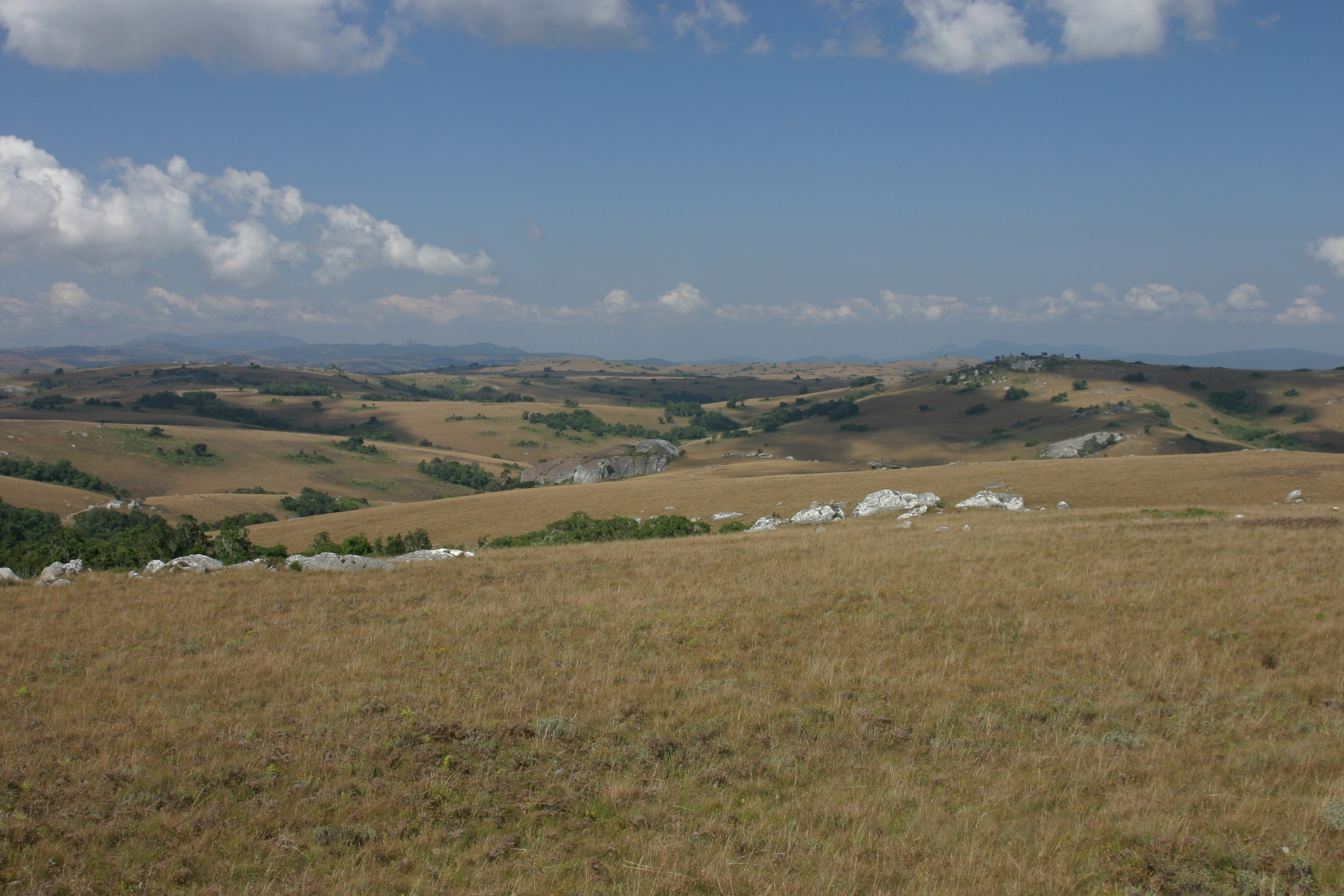
尼卡高原

尼卡高原是马拉维北部的一个高原，小部分位于赞比亚东部，高原平均海拔高度约为2100至2200米，最高处为海拔2605米的恩甘达山。高原呈钻石形，南北轴和东西轴分别长约90和50千米。高原之下有马拉维湖（海拔475米）以及利文斯敦尼亚和奇伦巴两城。高原的西北和东北两面有明显的悬崖，分别耸立于卢安瓜河和南鲁库鲁河河谷，高约700和1000米。
尼卡高原以野生生物闻名，动物有草原斑马、多种鸟类和特有的蝴蝶、变色龙、蛙和蟾蜍，植物则有兰。高原全部受到马拉维的尼卡国家公园以及赞比亚面积较小的同名国家公园所保护。高原上唯一的聚居地是马拉维尼卡国家公园的总部所在地奇林达。
10°21′S 33°36′E / 10.350°S 33.600°E